# Hymenophyllum asplenioides
Espèce
Hymenophyllum asplenioides est une fougère de la famille des Hyménophyllacées.
Synonymes : Mecodium asplenioides (Sw.) Copel., Trichomanes asplenioides Sw.

## Description
Hymenophyllum asplenioides appartient au sous-genre Hymenoglossum.
Cette espèce a les caractéristiques suivantes :
- son rhizome est long, filiforme et glabre ;
- les frondes, de 20 centimètres de long sur 5 à 10 de large, comportent un limbe profondément divisé une fois, de texture ferme ;
- Les sores, solitaires, sont portés par l'extrémité d'un très court segment axillaire, majoritairement à la partie terminale du limbe et proche du rachis ;
- les sores ont une forme globulaire avec une indusie formée deux lèvres ;
- les grappes de sporanges sont entièrement recouverts par l'indusie.

Une variété, originaire du Brésil, est reconnue : Hymenophyllum asplenioides var. palmatum Klotzsch ex Fée.

## Distribution
Cette fougère, généralement épiphyte de troncs d'arbres, est présente en Amérique tropicale : Bolivie, Brésil, Colombie, Costa Rica, Équateur, Guatemala, Honduras, Venezuela et Caraïbe.